# Donny Toia
Donald Austin "Donny" Toia (Tucson, 28 mei 1992) is een Amerikaans voetballer die bij voorkeur als verdediger speelt. Hij verruilde in 2015 Chivas USA voor Montreal Impact.

## Clubcarrière
Toia stroomde via de jeugd van Real Salt Lake door naar het eerste team, waar hij op 15 maart 2011 tekende. Op 10 februari 2012 besloot de club niet met hem verder te gaan. Hij kwam geen enkele keer voor Real Salt Lake uit in de competitie. Hij keerde vervolgens terug naar zijn geboorteplaats waar hij tekende bij FC Tucson uit de USL Premier Development League. Na vijftien competitiewedstrijden bij FC Tucson stapte hij over naar een andere club uit Arizona, Phoenix FC uit de USL Pro. Hij maakte zijn debuut op 23 maart 2013 in de club haar eerste wedstrijd. Er werd met 2–0 verloren van de Los Angeles Blues.
Op 27 januari 2014 tekende hij bij Chivas USA uit de Major League Soccer. Toia begon daar het seizoen als bankzitter maar kreeg later in het seizoen een basisplaats als vervanger voor de geblesseerde Tony Lochhead. Het seizoen in 2014 was het laatste seizoen voor voetbalclub Chivas USA (de voetbalclub werd opgeheven), waarna Toia voor 2015 tekende bij Montreal Impact.